# Thomas C. Marshall
Thomas C. Marshall, född 1854 i England, död 1943 i USA, officer i Frälsningsarmén i början av 1880-talet, sångförfattare och tonsättare. Han emigrerade till USA och blev frälsningssoldat i Jersey City. Marshall författade 450 sånger och 200 poem.

## Sånger
- Han har fört mig ifrån mörker och till ljus
- I Guds frälsningshär vi kämpar som soldater